# Калиновка (Канаський район)
Кали́новка (рос. Калиновка, чув. Калинин) — присілок у складі Канаського району Чувашії, Росія. Входить до складу Атнашевського сільського поселення.
Населення — 223 особи (2010; 220 у 2002).
Національний склад:
- чуваші — 100 %